# Lîsohora (Ksaverivka), Vinnîțea
Lîsohora (în ucraineană Лисогора) este un sat în comuna Ksaverivka din raionul Vinnîțea, regiunea Vinnița, Ucraina.

## Demografie
Componența lingvistică a localității Lîsohora
     Ucraineană (98,74%)
     Rusă (1,08%)
     Alte limbi (0,18%)
Conform recensământului din 2001, majoritatea populației localității Lîsohora era vorbitoare de ucraineană (98,74%), existând în minoritate și vorbitori de rusă (1,08%).